# Podu Hagiului, Iași
Podu Hagiului este un sat în comuna Gorban din județul Iași, Moldova, România.